# Bisu
Le bisu (autres appellations : mbisu, misu, mibisu, mbi) est une langue tibéto-birmane parlée dans la région du Xishuangbanna, dans la province du Yunnan en Chine (6 000 locuteurs), ainsi qu'en Thaïlande (un millier de locuteurs).